# Alejandro Ruiz Olmedo
Alejandro Ruiz Olmedo (La Raya, Zimatlán de Álvarez, Oaxaca, 1970) es un cocinero mexicano.

## Biografía
Es reconocido en el ámbito gastronómico por representar a la gastronomía de Oaxaca. Por su larga trayectoria, un amplio conocimiento en ingredientes, recetas y técnicas tradicionales de todas las regiones de su estado, es considerado una de las principales figuras en la cocina mexicana. Es un personaje distinguido por promover en el mundo la cocina oaxaqueña como una de las principales de México.
En 1997 creó el concepto gastronómico Casa Oaxaca, dentro de un hotel boutique con el mismo nombre.
En el año 2003 abre un segundo restaurante Casa Oaxaca El Restaurante, un lugar de referencia para el turismo que visita su ciudad, es también el punto gastronómico más reconocido de sus restaurantes.
En el año 2006 abre su tercera propuesta culinaria, un restaurante al norte de la ciudad de Oaxaca con una propuesta de cocina tradicional de la región.
En el año 2008 su restaurante recibe el primer reconocimiento Five Star Diamond Award por formar parte de uno de los 50 mejores restaurantes de México, premio que mantuvo consecutivamente durante tres años (2008, 2009, 2010).
En 2009 crea y encabeza el primer festival gastronómico y cultural El Saber del Sabor en Oaxaca, una celebración en coordinación con cocineras tradicionales, chefs locales, productores, investigadores, intelectuales, artistas y maestros mezcaleros. Cada año se rinde homenaje a una figura destacada del ámbito gastronómico y se comparte conocimiento de la riqueza culinaria de Oaxaca.
En 2011 uno de sus restaurantes es premiado en los Gourmet Awards México como el mejor restaurante de hotel. En el año 2012 la editorial Larousse lo publica dentro del libro "Las Mejores Recetas de los Top Chefs de México".
En 2013 su hotel en la ciudad de Oaxaca es galardonado con el lugar número 34 de la lista de los Latin America's 50 Best Restaurants.
En el año 2014, Food and Travel Reader Awards lo reconoce como el mejor restaurante del interior de la república y fue acreedor del mismo en 3 años consecutivos (2014, 2015, 2016). En el mismo año 2014, abre su restaurante Guzina Oaxaca en Polanco, en la Ciudad de México.
En 2016 abre su restaurante más reciente; Oaxacalifornia, ubicado al sur de la ciudad de Oaxaca.
En 2017 es premiado como mejor restaurante de hotel en los Gourmet Awards de Travel and Leisure y en 2018 le otorgan uno nuevamente como mejor restaurante local. En 2018 publica su primer libro "Alejandro Ruiz, Cocina de Oaxaca" el cual recibe el premio García Cubas 2018.
En el año 2018 la revista Quién le otorgó un reconocimiento en su edición de los 50 personajes que transforman a México.
Recientemente en 2019, dio a conocer su nuevo proyecto Portozuelo, un huerto familiar orgánico en el pueblo de donde es originario.